# Долнє Церово
Долнє Церово (словен. Dolnje Cerovo) — поселення в общині Брда, Регіон Горишка, Словенія. Висота над рівнем моря: 109 м.